# 524 (szám)
Az 524 (római számmal: DXXIV) egy természetes szám.

## A szám a matematikában
A tízes számrendszerbeli 524-es a kettes számrendszerben 1000001100, a nyolcas számrendszerben 1014, a tizenhatos számrendszerben 20C alakban írható fel.
Az 524 páros szám, összetett szám, kanonikus alakban a 22 · 1311 szorzattal, normálalakban az 5,24 · 102 szorzattal írható fel. Hat osztója van a természetes számok halmazán, ezek növekvő sorrendben: 1, 2, 4, 131, 262 és 524.
Az 524 négyzete 274 576, köbe 143 877 824, négyzetgyöke 22,89105, köbgyöke 8,06202, reciproka 0,0019084. Az 524 egység sugarú kör kerülete 3292,38910 egység, területe 862 605,94445 területegység; az 524 egység sugarú gömb térfogata 602 674 019,9 térfogategység.